# Hualqui
Hualqui és una ciutat de Xile de la regió del Bío-Bío. Amb 20.660 persones, la comuna té una superfície de 531 km² (datació del cens de 2002). Va ser fundada el 24 d'octubre de 1757 por el català Manuel d'Amat i de Junyent.
El 1823 el poble es va proclamar independent durant tres dies, durant la guerra d'independència.